# Shila
Shila (... – 522/523 circa) è stato un vescovo cristiano orientale siro, metropolita di Seleucia-Ctesifonte e patriarca della Chiesa d'Oriente tra il 505 e il 523.
Le informazioni relative a questo patriarca della Chiesa d'Oriente sono riportate da Barebreo nel suo Chronicon ecclesiasticum, dagli storici nestoriani Mari, ʿAmr e Sliba, e dalla Cronaca di Seert.
Nativo di Seleucia-Ctesifonte, era stato arcidiacono del catholicos Mar Babai. Sposato e padre di famiglia, secondo la Cronaca di Seert era "infatuato della sua intelligenza", dedito alla vita mondana ed attaccato al denaro; Labourt di lui dice che era istruito, ma dai costumi poco raccomandabili, e abbastanza incline al nepotismo; secondo lo storico Mari, avrebbe alienato parte dei beni della Chiesa a favore del proprio figlio. Shila scomunicò il teologo Mari di Tahal che gli rimproverava la sua cattiva condotta. Durante il suo patriarcato, la Chiesa d'Oriente fu ben trattata dal re Kaveh I.
Una delle figlie di Shila andò in sposa ad uno dei medici di corte, un cristiano, Elisha, designato per testamento dal patriarca a succedergli sulla cattedra di Seleucia-Ctesifonte. Benché contraria alle norme canoniche, questa designazione fu accettata ed approvata dal clero della capitale sasanide, ma suscitò l'opposizione di parte dell'episcopato, guidato dal vescovo Buzaq di Hormizd Ardashir (l'odierna Ahvaz), che organizzò l'elezione di un secondo patriarca, Narsai. Lo scisma che ne seguì durò all'incirca dodici anni.
Secondo lo storico ʿAmr, Shila divenne patriarca nel diciottesimo anno del re Kavad I, l'816 dei greci, ossia tra luglio e ottobre 505; il suo patriarcato sarebbe durato fino al 522 o agli inizi del 523.